# Elaphrerga
Elaphrerga is een geslacht van vlinders van de familie sikkelmotten (Oecophoridae), uit de onderfamilie Oecophorinae.

## Soorten
- E. eucentrota Meyrick, 1930
- E. rhythmica Meyrick, 1922